# 비에르네 베예
비에르네 빅토르 베예(프랑스어: Björne Viktor Väggö, 1955년 9월 9일~)는 스웨덴의 전직 펜싱 선수로 주 종목은 에페이다. 1984년 하계 올림픽에서 남자 에페 개인전 은메달을 획득했다.